# Karel Bican
Karel Bican (* 25. dubna 1951 Praha – 10. ledna 2019 Kolín) byl český duchovní, který v letech 1999–2007 zastával funkci pražského biskupa Církve československé husitské (CČSH).

## Život
Absolvoval pražské gymnázium Na Kocábě (1972–1976), poté vystudoval Husovu československou bohosloveckou fakultu v Praze (1976–1982), v roce 1982 se stal knězem. V letech 1994–1998 studoval na Husitské teologické fakultě UK obor psychosociální vědy a pedagogika. 18. září 1999 byl zvolen husitským biskupem pražským, do úřadu byl uveden 2. října téhož roku. Už od roku 1985 byl současně farářem v náboženské obci Kutná Hora, kde po skončení funkčního období pražského biskupa zakotvil natrvalo. Jako duchovní prošel též obcemi Praha, Mnichovice, Hostivice či Tuchoměřice. Ve vrcholné funkci biskupského období byl činný zejména ve vytváření církevních sociálních projektů, zasloužil se o vznik Církevní husitské základní umělecké školy Harmonie, Husitského centra, Dětského domova Dubenec či Mateřské a Základní školy Archa v Petroupimi. Vedle toho se věnoval pedagogické činnosti, zejména biodromální a sociální psychologii. V Kutné Hoře vedl Krizové intervenční centrum, kde poskytoval psychosociální intervenci pro veřejnost. Celý život ho provázela láska k vážné hudbě, kde v Kutné Hoře pořádal pravidelně operní tematické večery.
S jeho osobou jsou také spojeny některé kontroverze. Podle řady dokumentů v 80. letech 20. století spolupracoval se Státní bezpečností, ovšem jeho svazek se nedochoval, takže samotná spolupráce či její charakter není jistý. V roce 2006 okolo něj propukl mediální skandál, když se objevila nahrávka, na níž ženatý biskup vyznává lásku mladému muži, kterému předtím pomáhal z vězení. Biskup Bican nejdříve popřel, že by k tomu došlo, a nahrávku označil za podvrh, když si však vedení církve chtělo udělat hlasový rozbor nahrávky (paradoxně protože biskupovi uvěřilo a chtělo tak vyvrátit tvrzení médií), přiznal, že je pravá.
V reakci na uvedené skutečnosti Ústřední rada Církve československé husitské v České republice na svém zasedání dne 13. ledna 2007, v souladu s doporučením biskupské rady této církve ze dne 12. ledna 2007, jej vyzvala k rezignaci, on však odmítl a namísto toho pouze dal svou funkci k dispozici. Diecézní shromáždění jej většinou hlasů podrželo ve funkci (pro odvolání hlasovalo 117 z 255 delegátů, 129 bylo proti). Biskup poté prohlásil, že neočekával, že bude podpořen ve funkci a své jednání zhodnotil takto: „Špatně jsem neudělal nic, jen jsem některé věci ze svého soukromí neřekl rovnou na veřejnosti – a to by se povedlo asi málokomu, pokud by se dostal do stejné situace jako já.“
Patriarcha CČSH Tomáš Butta, který jej spolu s ostatními biskupy vyzval k rezignaci, nepovažoval případ za uzavřený a prohlásil, že případ je na základě rozhodnutí Ústřední rady CČSH z 10. února postoupen Kárnému výboru. 14. dubna 2007 Ústřední rada CČSH Karla Bicana prozatímně suspendovala ze všech církevních funkcí. 18. listopadu 2007 Karel Bican na biskupský úřad rezignoval.
Po celé kauze se Karel Bican stáhl na čas do ústraní, ale funkci faráře vykonával v Kutné Hoře v plném nasazení až do konce svého života.